# Челсі Годжес
Челсі Годжес (англ. Chelsea Hodges, 27 червня 2001) — австралійська плавчиня.
Олімпійська чемпіонка 2020 року.